# Portugal van A tot Z

Locatie van Portugal

## A
A Bola (krant) -
A Portuguesa -
Aardbeving Lissabon 1755 -
José Afonso - 
Aguardente -
Rui Águas -
Alfons V van Portugal -
Algarve -
Alentejo -
Alto do Malhão -
Alto Douro - 
Alva (rivier) -
Pedro Álvares Cabral -
Fernando Álvarez de Toledo -
Bruno Alves - 
Angra do Heroísmo - 
Anjerrevolutie -
Mafalda Arnauth -
Aveiro (district) -
Azoren -
Azulejo

## B
Vítor Baía - 
Baião -
Yalany Baio - 
Amido Baldé - 
Barranco do Velho -
Bruno Basto - 
Beira Alta -
Beira Baixa -
Beire (Portugal) -
Beja (district) -
Beleg van Lissabon -
SL Benfica -
Manuel Bento - 
Paulo Bento -
Olegário Benquerença - 
Bica -
Luís Boa Morte -
José Bosingwa -
Botanische tuin van Madeira -
João Botelho -
Braga (district) -
Bragança (district) -
Bragança (stad) -
Cristina Branco -
Estêvão de Brito -
Bugio

## C
Pedro Álvares Cabral -
Jorge Cadete - 
Caldas de Monchique -
Luís de Camões -
Camõesprijs - 
Cante alentejano - 
João Capela - 
Capelinhos -
Manuel Cardoso -
Carminho -
Carlos do Carmo -
Eduardo Carvalho - 
João de Sousa Carvalho -
José Rentes de Carvalho -
Ricardo Carvalho - 
Casa Dona Maria -
Castelo Branco (district) -
Castelo dos Mouros - 
Centro (Portugal) -
Convent van Christus - 
Cristiano Ronaldo -
Pedro de Christo -
Coimbra (district) -
Comboio da Praia do Barril -
Sérgio Conceição - 
Corvo -
Paulo Costa - 
Rui Costa - 
Costa Vicentina -
José Couceiro - 
Cova da Piedade - 
Covilhã - 
Oceano da Cruz

## D
Humberto Delgado -
Deserta Grande -
Bartolomeu Dias -
Douro

## E
Eduard van Portugal -
Emanuel I van Portugal -
Emanuel II van Portugal -
Évora (district)

## F
Fado -
Faial -
Fóia - 
Faro (district) -
FC Famalicão  - 
Maria de Fátima - 
Felgueiras -
Gaspar Fernandes -
Luís Figo -
Flores -
Freguesia -
Funchal -
Paulo Futre

## G
Vasco da Gama -
António Garrido -
Duarte Gomes - 
Fernando Gomes - 
Joaquim Gomes - 
Nuno Gomes - 
Gondomar (Portugal) -
Graciosa -
Grande Rota do Guadiana -
Grândola, Vila Morena -
Guarda (district) -
Guadiana

## H
Halve marathon van Lissabon -
Hendrik van Portugal -
Horta -
Huis Aviz -
Huis Bragança

## I
Ibero-Amerika -
Iberisch Schiereiland -
Iberische en Ibero-Amerikaanse namen -
Ilhas Desertas -
Ilhas Selvagens -
Ilhéu Chão -
Instituto Nacional de Estatística -
ISO 3166-2:PT

## J
Johan I van Portugal -
Johan II van Portugal -
Johan III van Portugal - 
Artur Jorge -
Rui Jorge

## K
Kaap Sint-Vincent -
Kanarie -
Kasteel van Guimarães - 
Kathedraal van Lissabon -
Klooster van Alcobaça -
Klooster van Batalha

## L
Leiria (district) -
Levada -
Liédson - 
Lijst van badplaatsen in Portugal -
Lijst van grote Portugese steden -
Lijst van portmerken -
Lijst van Portugese gemeenten -
Lijst van vlaggen van Portugal -
Lijst van vlaggen van Portugese deelgebieden -
Lijst van vlaggen van Portugese gemeenten -
Linies van Torres Vedras -
Lissabon -
Lissabon (district) -
Lodewijk I van Portugal -
Estêvão Lopes Morago -
Lousada

## M
Madeira -
Madredeus -
Mafra - 
CD Mafra - 
Maia -
FC Maia - 
Felipe de Magelhães -
Manuelstijl -
Marathon van Lissabon -
Marco de Canaveses -
Margaretha van Savoye (1589-1655) -
Mariza - 
Manoel Mendes -
Matosinhos -
Fernando Meira - 
Metro van Lissabon -
Hugo Miguel - 
Minho (rivier) -
Miranda do Douro -
Mirandees -
Mísia - 
Mondego -
Mosteiro dos Jerónimos -
José Mourinho

## N
Nani - 
Nazaré (Portugal) -
Nelas -
Nisa -
Nordeste

## O
Antonio de Oliveiro Salazar -
Onderverdeling van Portugal

## P
Jaime Pacheco - 
Paços de Ferreira -
Bruno Paixão - 
Palácio da Pena - 
Paleis van Queluz - 
Paleis van Sintra - 
Palheiro de veio -
Paredes -
Pedro Pauleta - 
Penafiel -
Peter IV van Portugal -
Pico -
Celestino Pinho - 
João Vieira Pinto - 
Maria João Pires -
Ponta do Pico - 
Portalegre (district) -
Porto (district) -
Porto (stad) -
Porto Santo (eiland) -
Porto Santo (gemeente) -
Portugal -
Portugees -
Portugees straatmozaïek -
Portugese escudo -
Portugese koloniën -
Póvoa de Varzim - 
Prehistorische rotskunst in de Coa Vallei en de Siega Verde - 
Pedro Proença - 
Público (Portugal)

## Q
Carlos Queiroz - 
Quinta da Regaleira

## R
Reconquista (Spanje) -
Região de Lisboa -
Jorge Ribeiro - 
Nuno Ribeiro -
Ricardo Ribeiro - 
Sérgio Ribeiro - 
Ribeira Grande -
Rio Maior -
Rio Mira -
Rio Vascão -
Rocha da Pena -
Amália Rodrigues -
Orlando Rodrigues - 
Quintino Rodrigues - 
Cristiano Ronaldo -
Roseiral Quinta do Arco -
Rota Vicentina

## S
Ricardo Sá Pinto -
José Sá -
Orlando Sá -
Simão Sabrosa - 
Sado (rivier) -
Antonio de Oliveira Salazar -
Jorge Salgueiro -
Jorge Sampaio -
Santa Maria -
Santa Maria de Belém -
Santarém (district) -
Santarém (stad) -
Francisco de Santiago -
Santo Tirso -
Fernando Santos - 
São Jorge -
São Miguel (eiland) -
São Miguel (Lisboa) -
Jose Saramago -
Sebastiaan van Portugal -
José António Carlos de Seixas -
Selvagem Grande -
Selvagem Pequena -
Valdemar Sequeira -
Serra da Estrela (bergketen) -
Serra da Estrela (kaas) -
Serra de Monchique -
Serra do Caldeirão -
Setúbal (district) -
Setúbal (stad) -
Maria Severa -
Sint-Jacobskerk (Tavira) -
Sintra - 
Slag bij Punta Delgada -
Mário Soares -
Artur Soares Dias - 
Jorge Sousa - 
José de Sousa -
Miguel Sousa Tavares -
Stephanie van Hohenzollern-Sigmaringen

## T
Taag -
Carlos Taveira -
Tavira -
Dimas Teixeira - 
Terceira -
Tondela -
Miguel Torga -
Torre de Belém -
Trancoso -
Trás-os-Montes -
Trofa

## U
Universiteit van Coimbra

## V
Valongo (gemeente) -
Valongo (Valongo) -
Valongo (Avis)  -
Valongo de Milhais -
Valongo do Vouga -
Valongo dos Azeites -
Vasco da Gama -
Vasco da Gama-brug -
Verdrag van Lissabon -
Via Algarviana -
Viana do Castelo (district) -
Ivo Vieira - 
Vila do Conde -
Vila Nova de Gaia -
Vila Real (district) -
Vila Real (stad) -
Viseu (district) -
Rui Vitória - 
Vlag van de Azoren -
Vlag van Madeira -
Vlag van Portugal

## W
Wereldkampioenschap wielrennen 2001 -
Wereldkampioenschappen indooratletiek 2001 -
Wijnbouwland -
Wijnstreken

## X
Abel Xavier - 
Carlos Xistra

## Z
António Zambujo -
Zeer Getrouwe Majesteit